# Armata Republicană Irlandeză

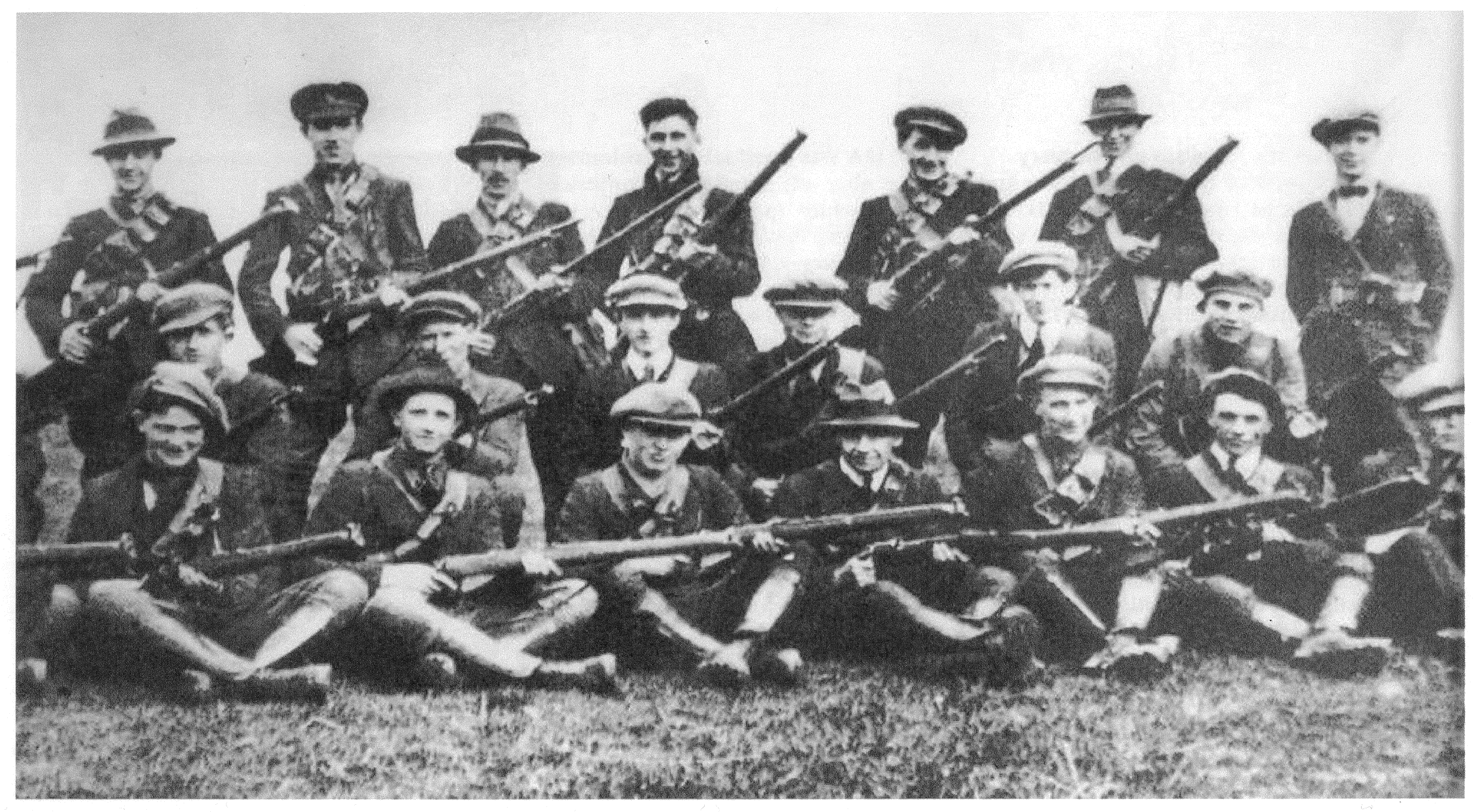

Armata Republicană Irlandeză (IRA sau ARI) (în irlandeză Óglaigh na hÉireann) a fost o organizație militară revoluționară irlandeză, înființată în 1919. 